# Waal (IJsselmonde)

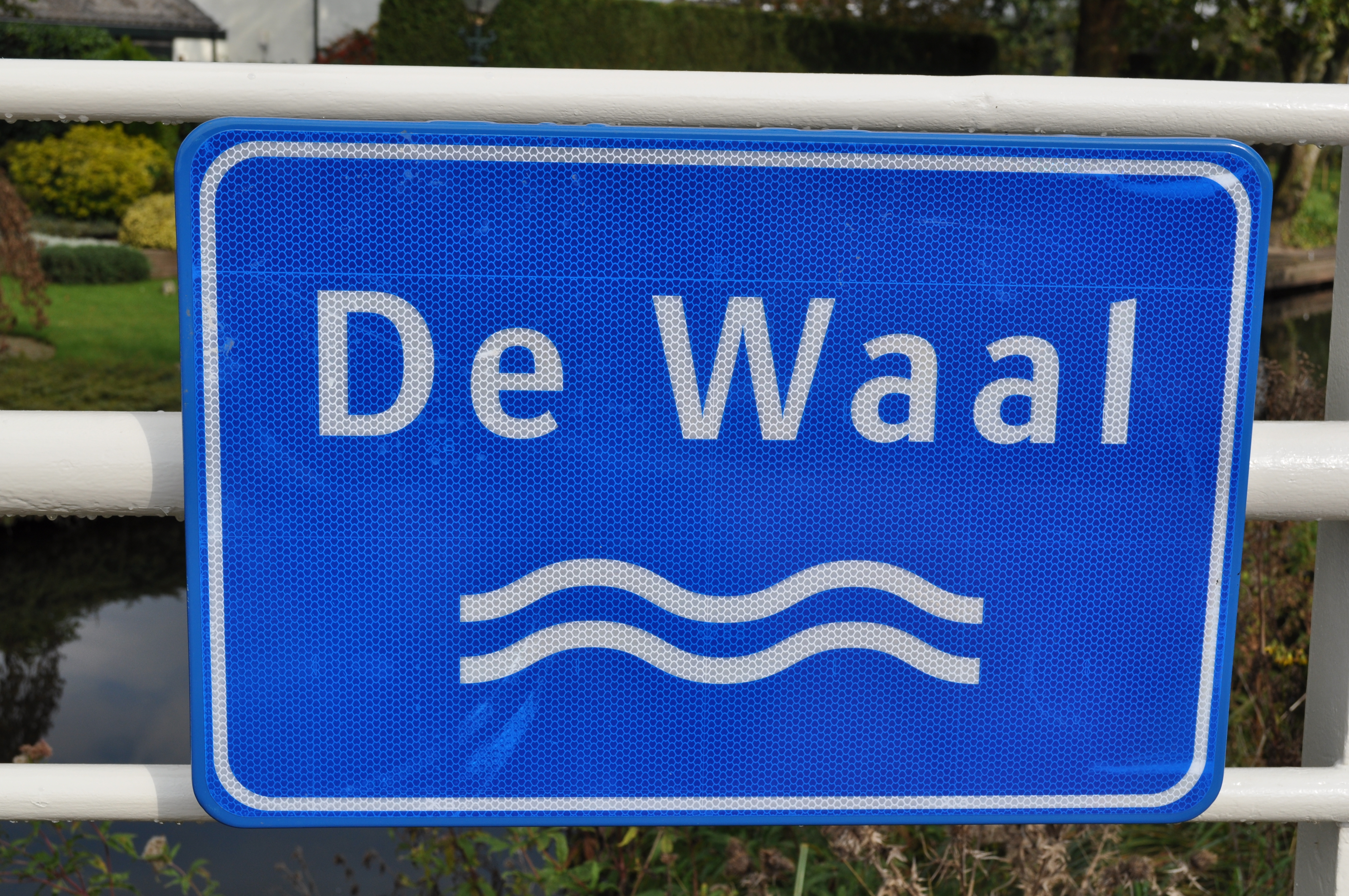

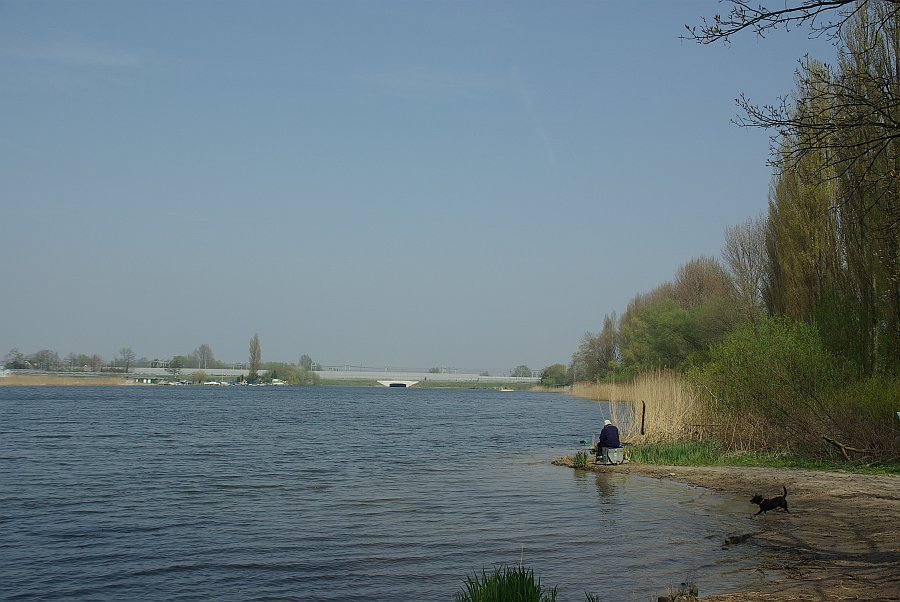
Waal bij Heerjansdam

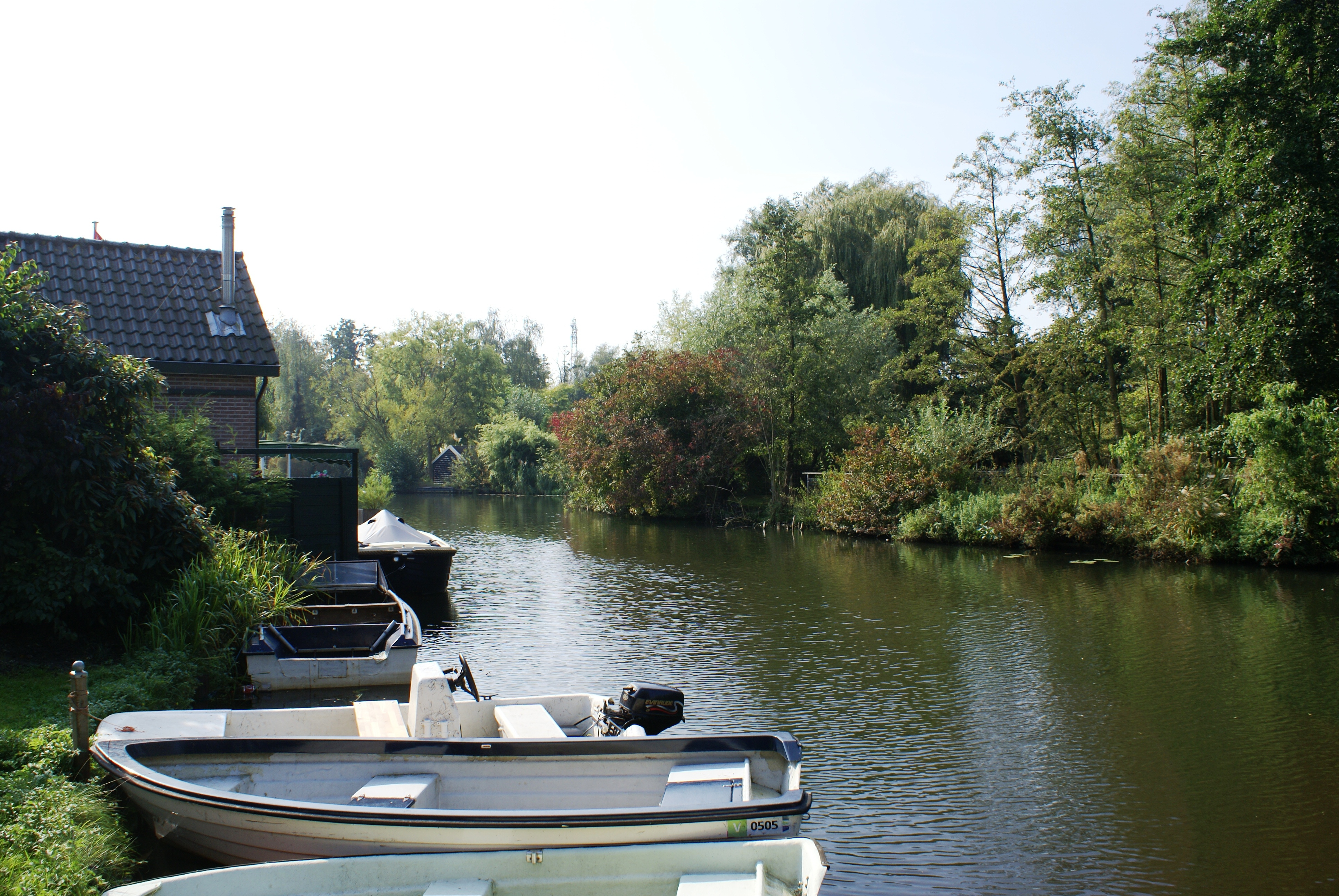
Waal in Hendrik-Ido-Ambacht

De Waal, is de naam van een dode rivierarm door het Nederlandse eiland IJsselmonde. In de vroege Middeleeuwen was de Waal een brede rivier en vormde deze een verbinding tussen de Noord (destijds de Merwede) en de Oude Maas. In 1332 liet graaf Willem III van Holland de Waal echter afdammen bij Oostendam en later ook bij Heerjansdam. Sindsdien is de Waal een binnenwater dat belangrijk is voor de waterhuishouding in het oostelijke deel van het eiland IJsselmonde. 
De Waal heeft een lengte van 8 kilometer en loopt van Hendrik-Ido-Ambacht via Oostendam en Rijsoord naar Barendrecht en Heerjansdam waar het water via een gemaal wordt afgevoerd naar de Oude Maas. In Hendrik-Ido-Ambacht stroomde de Waal vroeger via het Havenhoofd in de rivier de Noord; nu eindigt de Waal net ten zuidwesten van de Damweg. De Waal wordt doorkruist door een autosnelweg, de A16, de spoorlijnen tussen Rotterdam en Dordrecht, de HSL en de Betuweroute. De A15 loopt tussen de A16 en de Noord ten noorden van De Waal.
Het water wordt gebruikt voor watersport, amateurvisvangst, duiken en schaatsen. Langs de oostelijke oever van de Waal in Heerjansdam is tussen het clubhuis van de activiteitenvereniging en het restaurant door vrijwilligers van o.a. de milieuvereniging Heerjansdam een educatief natuurpad aangelegd.
De Waal wordt beheerd door het waterschap Hollandse Delta.